# Persone di cognome Gentile
| Questa pagina contiene informazioni ricavate automaticamente dalle voci biografiche con l'ausilio del template Bio e di un bot. L'aggiornamento è periodico e automatico e ricostruisce completamente la pagina. Se manca una persona in questa lista, sei pregato di non aggiungerla, ma accertati piuttosto che la sua voce biografica contenga il template Bio e che i dati anagrafici siano correttamente compilati. Se il template Bio manca, inseriscilo tu stesso o, in alternativa, metti l'avviso {{tmp\|Bio}} che ne segnala la mancanza. Se i dati riportati sono sbagliati, correggi direttamente la voce biografica; le modifiche saranno visibili in questa lista entro pochi giorni. Per chiarimenti vedi il progetto antroponimi. La lista contiene solo le 58 persone che sono citate nell'enciclopedia e per le quali è stato implementato correttamente il template Bio. Pagina aggiornata al 24 feb 2025. |

Questa è una lista di persone presenti nell'enciclopedia che hanno il cognome Gentile, suddivise per attività principale.

## Allenatori di pallacanestro(1)
- Ferdinando Gentile, allenatore di pallacanestro e ex cestista italiano (Caserta, n. 1967)

## Architetti(1)
- Antonino Gentile, architetto italiano (Palermo, n. 1790 - Catania, † 1834)

## Attori(3)
- Fedele Gentile, attore italiano (Montenero di Bisaccia, n. 1908 - Roma, † 1993)
- Troy Gentile, attore statunitense (Boca Raton, n. 1993)
- Vincent Gentile, attore italiano

## Attrici(2)
- Carmela Gentile, attrice italiana (Siracusa, n. 1973)
- Nikki Gentile, attrice e modella statunitense (Yonkers, n. 1954)

## Botanici(1)
- Salvatore Gentile, botanico e naturalista italiano (Nicosia, n. 1934)

## Calciatori(4)
- Andrea Gentile, ex calciatore italiano (Aosta, n. 1980)
- Carl Gentile, ex calciatore statunitense (Saint Louis, n. 1943)
- Claudio Gentile, ex calciatore, allenatore di calcio e dirigente sportivo italiano (Tripoli, n. 1953)
- Gaspar Gentile, calciatore argentino (Los Quirquinchos, n. 1995)

## Cantanti(2)
- Enrico Gentile, cantante italiano (Palermo, n. 1921 - † 2012)
- Luciano Vieri, cantante italiano (Roma, n. 1945 - Roma, † 1964)

## Cestiste(1)
- Immacolata Gentile, ex cestista italiana (Caserta, n. 1975)

## Cestisti(2)
- Alessandro Gentile, cestista italiano (Maddaloni, n. 1992)
- Stefano Gentile, cestista italiano (Maddaloni, n. 1989)

## Compositori(1)
- Giovanni Gentile, compositore italiano (Olevano Romano)

## Conduttrici radiofoniche(1)
- Federica Gentile, conduttrice radiofonica, conduttrice televisiva e autrice televisiva italiana (Roma, n. 1969)

## Diplomatici(1)
- Giuseppe Gentile, diplomatico e politico italiano (Sant'Agata di Militello, n. 1879 - Roma, † 1955)

## Dirigenti sportivi(1)
- Carmine Gentile, dirigente sportivo e ex calciatore italiano (Salerno, n. 1954)

## Dogi(2)
- Cesare Gentile, doge (Genova, n. 1614 - Genova, † 1681)
- Marco Antonio Gentile, doge (Genova, n. 1723 - Genova, † 1798)

## Editori(1)
- Federico Gentile, editore italiano (Napoli, n. 1904 - Firenze, † 1996)

## Filosofi(2)
- Giovanni Gentile, filosofo, pedagogista e politico italiano (Castelvetrano, n. 1875 - Firenze, † 1944)
- Marino Gentile, filosofo e pedagogista italiano (Trieste, n. 1906 - Padova, † 1991)

## Fisici(1)
- Giovanni Gentile, fisico italiano (Napoli, n. 1906 - Milano, † 1942)

## Fotografi(1)
- Carlo Gentile, fotografo italiano (Napoli, n. 1835 - Chicago, † 1893)

## Fotoreporter(1)
- Tony Gentile, fotoreporter italiano (Palermo, n. 1964)

## Giocatori di football americano(1)
- Fabio Gentile, ex giocatore di football americano e dirigente sportivo italiano (Milano, n. 1974)

## Giornalisti(2)
- Enzo Gentile, giornalista, scrittore e critico musicale italiano (Milano, n. 1955)
- Panfilo Gentile, giornalista, scrittore e politico italiano (L'Aquila, n. 1889 - Roma, † 1971)

## Glottologi(1)
- Aniello Gentile, glottologo e storico italiano (Caserta, n. 1920 - Napoli, † 2007)

## Mafiosi(1)
- Nick Gentile, mafioso italiano (Siculiana, n. 1885 - Siculiana, † 1966)

## Militari(2)
- Dominic Salvatore Gentile, militare e aviatore statunitense (Piqua, n. 1920 - Forestville, † 1951)
- Luigi Gentile, militare e aviatore italiano (Sammichele di Bari, n. 1920 - Shannon, † 1960)

## Pianiste(1)
- Ada Gentile, pianista, compositrice e musicista italiana (Avezzano, n. 1947)

## Piloti motociclistici(1)
- Marco Gentile, pilota motociclistico svizzero (Ginevra, n. 1959 - Nogaro, † 1989)

## Poeti(1)
- Cesidio Gentile, poeta italiano (Pescasseroli, n. 1847 - Civitanova del Sannio, † 1914)

## Politiche(1)
- Elena Gentile, politica e attivista italiana (Cerignola, n. 1953)

## Politici(4)
- Andrea Gentile, politico italiano (Rogliano, n. 1980)
- Donato Gentile, politico italiano (Piacenza, n. 1957)
- Pino Gentile, politico italiano (Cosenza, n. 1944)
- Raffaele Gentile, politico italiano (Noto, n. 1943)

## Poliziotti(1)
- Francesco Gentile, carabiniere italiano (Udine, n. 1930 - Cima Vallona, † 1967)

## Registi(1)
- Marco Gentile, regista italiano (Milano, n. 1976)

## Rugbisti a 15(1)
- Pierluigi Gentile, ex rugbista a 15, ex rugbista a 13 e dirigente sportivo italiano (Marino, n. 1979)

## Scrittori(1)
- Andrea Gentile, scrittore e editore italiano (Isernia, n. 1985)

## Scrittrici(1)
- Anna Vertua Gentile, scrittrice italiana (Dongo, n. 1845 - Lodi, † 1926)

## Soprani(1)
- Maria Gentile, soprano italiano (Catania, n. 1902 - Catania, † 1993)

## Storici(2)
- Carlo Gentile, storico italiano (Imperia, n. 1960)
- Emilio Gentile, storico italiano (Bojano, n. 1946)

## Teologi(1)
- Giovanni Valentino Gentile, teologo e umanista italiano (Scigliano - Berna, † 1566)

## Triplisti(1)
- Giuseppe Gentile, ex triplista e lunghista italiano (Roma, n. 1943)

## Vescovi cattolici(2)
- Filippo Gentile, vescovo cattolico italiano (Biccari, n. 1692 - Cerreto Sannita, † 1771)
- Giacomo Filippo Gentile, vescovo cattolico italiano (Genova, n. 1809 - Cornigliano Ligure, † 1875)

## Veterinari(1)
- Giuseppe Gentile, veterinario italiano (Casoli, n. 1927 - Bologna, † 2000)

## Senza attività specificata(1)
- Antonio Gentile, ex politico italiano (Cosenza, n. 1950)